# Аносова, Инна Викторовна
Инна Викторовна Аносова (род. 13 сентября 1950, Харьков) — советская, украинская и российская актриса, заслуженная артистка Украины (1995), лауреат Государственной премии Республики Крым (1994).

## Биографические сведения
Окончила в 1976 г. Харьковский национальный университет искусств имени И. П. Котляревского.
Творческую деятельность начала 1976 в Харьковском академическом украинском драматическом театре им. Тараса Шевченко.
В 1981—1989 гг. — артистка Крымского музыкального театра драмы и комедии.
С 1989 — артистка Крымского академического театра им. Максима Горького.

## Роли
Евпраксия («Евпраксия» — киевская княжна" П. Загребельного), Рута («Ясон» С. Шальтяниса), Христя («Проститутка» Панаса Мирного), Донна Анна («Каминный хозяин» Леси Украинки), Керри («Сестра Керри» Т. Драйзера), Реджина («Лисички» Л. Геллман), Елена («Неправда на длинных ногах» Э. де Филиппо), Кукушина («Кот домашний средней пушистости» В. Войновича, Г. Горина), Розалия Павловна («Красная свадьба» В. Маяковского, И. Ильфа, Е. Петрова), мадам Любка («Как это делалось в Одессе» И. Бабеля), Татьяна («Мещане» М. Горького), Голда («Поминальная молитва» Г. Горина), Памела («Дорогая моя Памела» Д. Патрика) и др. За две последние роли присуждена премия им. Марии Заньковецкой.

## Особенности творчества
Творческая преданность, проникновение в драматургический материал позволяет актрисе создавать разноплановые образы в современном и классическом репертуаре. Образы, созданные И. Аносовой, отличаются психологической разработкой характеров с яркой художественной формой. Актриса владеет пластикой, имеет вокальные данные.
Работы Инны Аносовой неоднократно отмечалась театральной общественностью и прессой. Актриса награждалась республиканскими и областными дипломами За лучшее исполнение женских ролей. Продолжает работу в театре, ведёт гастрольную деятельность.